# Сомалійський шилінг
Сомалійський шилінг — грошова одиниця республіки Сомалі, рівна 100 центам. В обігу перебувають банкноти від 10 до 1000 шилінгів, а також монети від 5 до 100 центів.
В обігу перебувають банкноти номіналом 10, 20, 50, 100, 500 і 1000 шилінгів різних років випуску. Банкноти старих випусків після 1962 року є платіжним засобом і вилучаються з обігу у міру зносу.